# Ignacio Burgoa
Ignacio Burgoa Orihuela (Cidade de México, 13 de março de 1918 - 6 de novembro de 2005) foi um advogado e escritor mexicano, especializado em julgamento de amparo e constitucionalismo. Suas obras Garantías individuales (Garantias individuais) e El juicio de amparo (O julgamento de amparo) são referência indispensável no direito mexicano.

## Biografia
Estudou direito em a então Escola Nacional de Jurisprudencia —hoje Faculdade de Direito— de a Universidade Nacional Autónoma de México (UNAM) de 1935 a 1939 e em 1940 obteve seu título com a tese La supremacía jurídica del Poder Judicial Federal en México (A supremacía jurídica do Poder Judicial da Federação em México). Foi professor de essa faculdade desde 1947 até sua morte, nas que deu as matérias "Garantias" e "Amparo", tendo a titularidade definitiva de ambas matérias em 1957. De 1951 a 1954 foi juiz em matéria administrativa. De 1941 a 1943 trabalharia na redacção do livro O julgamento de amparo, que converter-se-ia em referência para o estudo da carreira em leis em México.
Em 1974 obteve o doctorado em direito pela UNAM com menção honorífica e em 1987 o Conselho Universitário de dita instituição considerou-o mestre emérito de sua faculdade, na que deu classes por mais de 50 anos a milhares de estudantes de Direito. Alguns desempenhariam cargos de eleição de toda a índole, incluídos presidentes.
Para 2001 opôs-se a uma reforma da Lei de Amparo então vigente no país com o ensaio Uma nova lei de amparo ou renovação da vigente?.

## Demandas notáveis
Burgoa caracterizou-se por encabeçar diversas demandas suscitadas por conflitos sociais. Em 1982 demandou por traição à pátria ao ex presidente José López Portillo devido às suspeitas de peculado que por então pesavam pelo servidor público. Em 1999 junto a Raúl Carrancá e Rivas demandou penalmente a integrantes do Conselho Geral de Greve da UNAM devido à tomada de instalações pela Greve estudiantil da UNAM. Em 2006 participou na defesa das e os integrantes da Frente de Povos em Defesa da Terra de San Salvador Atenco, em vista da intenção do governo mexicano de expropiarles terras de cultivo para construir um novo aeroporto.